# Neohyparpalus
Neohyparpalus parcepunctatus es una  especie de coleóptero adéfago de la familia Carabidae y el único miembro del género monotípico Neohyparpalus.